# Andermay
Andermay es un dúo español formado por Ander Pérez Nemowave y Amaya Martínez (May), que además de interpretar sus propios temas, dentro del estilo pop y electrónico, compone para otros artistas. 

## Componentes
Ander Pérez Nemowave, cuyo nombre real es Jesús María Pérez, es el principal compositor de las melodías del dúo y escribe las letras junto a May (Amaya), cantante profesional. 
Tras la desaparición del grupo Andermay en 2009, Ander Pérez continua componiendo y produciendo para otros artistas, entre ellos los artistas de Warner Music Auryn (colaborando en la producción musical de "Heartbreaker", "Love Taxi" o "Cuando Sé Que Estás Dormida", o en "I'll Reach You (Te Sigo)",  tema principal de la película ganadora del Premio Goya a la Mejor Película de Animación, "Atrapa La Bandera" del cual es compositor junto a Tony Sánchez-Ohlsson), Sweet California (coautor de los sencillos "This Is The Life" y "Vuelvo A Ser La Rara"), Amelie (coautor de "Lost And Found" y "I Miss You") o la ganadora del programa LA VOZ, María Parrado ("Apenas Jugando" con letra de Juan Mari Montes). También produce y compone sencillos para la discográfica Blanco Y Negro Music, especializada en género dance, EBM, etc. (Sweet Ross, Fruela…). Ha sido productor del primer sencillo del artista country estadounidense Nate Green "Wild And Free" así como del countdown sencillo "Line Of Fire".
Mientras, Amaya se alejó de la industria musical, pero en algún momento ha colaborado con su excompañero en las letras para trabajos de otros artistas así como autora para otros proyectos musicales.

## Historia
El dúo se dio a conocer en 2002 como los compositores de Más de mil noches, interpretada por David Bustamante en la final de Operación Triunfo. El disco que incluye este tema, Álbum Eurovisión OT fue certificado como triple platino. 
En 2003 la discográfica Vale Music Spain publicó el primer álbum de Andermay Un juego de dos, reeditado en 2011 en formato digital. El primer sencillo Un juego de dos fue un gran éxito gracias al programa de televisión Gran hermano. El segundo sencillo, Desvío al paraíso se incluyó en el recopilatorio Disco Estrella 2003  y fue triple platino. 
El dúo realizó varias actuaciones en directo junto con La Oreja de Van Gogh y Álex Ubago, entre otros artistas.
Ese mismo año, la cantante Beth fue seleccionada para representar a España en el Festival de Eurovisión en la final de Operación Triunfo con la canción Dime, compuesta por Andermay. Beth consiguió 81 puntos en el festival, quedando en el 8.º puesto y Andermay recibió el premio Marcel Bezençon a la mejor canción del Festival. A raíz del éxito de este tema, Andermay obtuvo reconocimiento internacional. La lista Billboard clasificó a Dime en el Top 10 de las mejores canciones internacionales. En Rusia, Varvara publica "Veter i zvezda", la versión rusa de "Dime". También en Finlandia se publicó una versión de este tema. En Italia, Elisa Smeriglio grabó la versión en italiano del sencillo de Andermay "Desvío al paraíso".
En 2006 Andermay grabó su segundo álbum de estudio Punto sin retorno, producido por Pedro Romeo, y caracterizado por un estilo más pop-rock, pero con toques electrónicos. El sencillo "Desapareciendo" fue avalado por asociaciones que combaten la anorexia. 
En 2009, Andermay anunció el cese de su actividad como grupo musical, para dedicarse a su faceta como compositores, y en el caso de Ander, a su trabajo como productor, compositor y remixer bajo el seudónimo de Nemowave. Su álbum de despedida, Recordando el futuro, fue publicado en iTunes. El disco incluía siete temas: dos canciones inéditas, y cinco versiones y llegó a número uno de ventas pop y número 6 en ventas digitales totales en España.
En 2017 Andermay vuelve a la escena musical con un sencillo, "En Azul", publicado por la discográfica Blanco Y Negro. Videoclip dirigido por Javier García.
En 2018 publican la segunda y tercera partes de su trilogía «Tres Colores» con los sencillos «En Blanco» y «En Rojo».
Estos sencillos cuentan con las remezclas de Fred Ventura (Italoconnection) y Albert Rousseau (Moonworks).
Aunque intentan publicar nuevo material en 2020, la pandemia les obliga a esperar un año y es en 2021 cuando lanzan el sencillo «La Antárdida», que abre una nueva trilogía con un sonido menos oscuro y más comercial.
En 2021 lanzan sus sencillos «Berlín» y «Un viaje ineseperado» alcanzando apenas la suma de 3,000 oyentes mensuales en spotify.

## Premios
- Marcel Bezençon 2003 al mejor tema del Festival De Eurovisión por "Dime".
- 2 Discos De Platino por "Dime" en el álbum Otra realidad (Beth).
- 3 Discos De Platino por "Más de mil noches" en el álbum Álbum Eurovisión OT 2002.
- 3 Discos De Platino por "Desvío al paraíso" en el álbum Disco Estrella 2003.
- Premio BiGayles 2003 al mejor grupo pop.

## Discografía

### Álbumes
- Un juego de dos (2003), publicado por Vale Music/Universal Music
- Punto sin retorno (2007), por PSR Music / El Diablo
- Recordando el futuro (2009), por PSR Music / Music Hit Factory
- Un juego de dos (reedición digital, 2011) Universal Music Spain
- Perdidos en el tiempo (2011), por PSR Music
- El viaje inesperado (2021), por Blanco y negro music.

### Sencillos
- Un juego de dos.
- Desvío al paraíso.
- Entre tú y yo.
- Hablar o no.
- Desapareciendo.
- Fantasmas.
- ¡Uh, oh oh oh!
- Lo que prometiste.
- Acéptame como soy.
- En azul.
- En blanco.
- En rojo.
- La Antártida.
- Berlín.

### Videoclips
- Un juego de dos (2003).
- Desvío al paraíso (2003).
- Entre tú y yo (2003).
- Hablar o no (2007).
- Desapareciendo (2007).
- ¡Uh oh oh oh! (2008).
- En azul (2017).
- En blanco (Italoconnection Remix) (2017).